# Susana Fortes
Susana Fortes (Pontevedra, 1959) è una scrittrice e giornalista spagnola.
Laureata in Geografia e Storia all'università di Santiago di Compostela, e in Storia americana all'università di Barcellona, unisce la sua passione per i romanzi con il lavoro come professoressa a Valencia. Ha tenuto conferenze negli Stati Uniti d'America (Louisiana e California).
Susana è autrice di diversi romanzi, tra cui Gli amanti (El amante albanés), con il quale fu finalista del Premio Planeta nell'edizione del 2003.

## Opere
- Querido Corto Maltés (1994) - Premio Nuevos Narradores
- Las cenizas de la Bounty (1998)
- Tiernos y traidores (1999)
- Fronteras de arena (2001) - finalista Premio Primavera de novela
- Adiós muñeca (2002)
- Gli amanti (El amante albanés) (2003) - Neri Pozza, 2004. ISBN 8873059945
- El azar de Laura Ulloa (2006)
- Quattrocento (2007) - Nord, 2008. ISBN 9788842915430
- Istantanea di un amore (Esperando a Robert Capa) (2009) - Nord, 2010. ISBN 9788842916611
- Il cammino del penitente (La huella del hereje) (2011) - Nord, 2012. ISBN 9788842919483
- Settembre può aspettare (Septiembre puede esperar, 2017), Nord, 2018, ISBN 9788842930815
- Niente da perdere (Nada que perder, 2022), Nord, 2023, ISBN 9788833211275